# ケコガサタケ属
ケコガサタケ属（ケコガサタケぞく、学名 Galerina）はヒメノガステル科に属するキノコの属である。猛毒アマトキシン類を含むものがある。

## 形態
色は地味で小型のものが多い。名前の通りコケから発生するものもあるが、朽木から発生するものもある。この属にはアマトキシン類やシロシビンを含むものがある。
特に、コレラタケとヒメアジロガサはアマトキシンを含み、エノキタケやナラタケ、センボンイチメガサなどによく似ている。

## 人間との関係
テングタケ科テングタケ属（Amanita）の有毒きのこが含むアマトキシン（Amatoxin）類を含むものが、本属にも確認されており、誤食による中毒事故も発生している。

## 分類
本属の上位分類はかつてはフウセンタケ科（Cortinariaceae）とされていたが、ヒメノガステル科（Hymenogastraceae）に変更された。

## 主な種類
- コレラタケ - 朽木から発生。アマトキシンを含む。エノキタケやナラタケとの誤食注意。
- ヒメアジロガサ - 朽木から発生。アマトキシンを含む。エノキタケやセンボンイチメガサとの誤食注意。
- ヒメアジロガサモドキ - 朽木から発生。
- フユノコガサ - コケから発生。
- ヒメコガサ - コケから発生。
- ミズゴケタケ - ミズゴケから発生。